# TEC21
TEC21 (umgangssprachlich Bauzeitung) ist die älteste technische Fachzeitschrift der Schweiz. Sie dokumentiert den technischen Fortschritt auf ihren Fachgebieten und die wichtigen Bauten vom Wettbewerb bis zur Vollendung.

## Geschichte

### Die Eisenbahn(1874–1882)
Seit 1874 berichtete Die Eisenbahn im Orell-Füssli-Verlag Woche für Woche über alle technischen wie wirtschaftlichen Facetten des aufstrebenden Schienenverkehrs. Seit 1876 war sie zugleich das Organ der Gesellschaft ehemaliger Polytechniker (kurz GEP, heute Alumni ETH) und des Schweizerischen Ingenieur- und Architektenvereins (SIA). 1880 übernahm der Ingenieur und Publizist August Waldner (* 3. Juli 1844 in Basel; † 29. Juni 1906 in Cannes) die Redaktion und kaufte Orell Füssli Die Eisenbahn 1882 ab.

### Schweizerische Bauzeitung(1883–1978)
Am 6. Januar 1883 erschien die erste Nummer der Schweizerischen Bauzeitung. Der Schienenverkehr blieb zwar weiterhin ein wichtiges Thema in der SBZ, das bald als Bauzeitung bekannte Blatt dokumentierte jedoch darüber hinaus nahezu die Gesamtheit der technischen Errungenschaften und architektonischen Strömungen: Brücken, Tunnels und Strassen, Flusskorrektionen und Wasserversorgungen, Bauten und Anlagen zur Nutzung der Wasserkraft, darunter auch die innovativen Leistungen der schweizerischen Maschinenindustrie, aber auch Themen wie die Organisation des Telefondienstes. Die thematische Breite machte auch nicht vor den Landesgrenzen Halt, inländische wie ausländische Bauten wurden vorgestellt. Nicht zu vergessen die «Concurrencen», die es auch heute noch erlauben, die Entstehung der grossen öffentlichen Bauten in aller Welt zurückzuverfolgen. Nahezu alle bekannten Schweizer Architekten und Ingenieure der ersten Hälfte des 20. Jahrhunderts sind in der Bauzeitung als Autoren oder Korrespondenten verewigt.
Vor der Jahrhundertwende stiess Waldners Studienfreund August Jegher (* 7. September 1843 in Triest; † 13. Februar 1924 in Zürich) zur Redaktion. Jegher gab nach Waldners Tod 1906 die Bauzeitung heraus, kurz darauf wurde sein Sohn Carl Jegher (* 29. Mai 1874 in Budapest; † 14. Juli 1945 in Zürich) ebenfalls Redaktor und Herausgeber. 1931 schlug dessen Sohn Werner Jegher dieselbe Laufbahn ein. 1945 erhielt er Verstärkung durch Adolf Ostertag (* 6. März 1895 in Winterthur; † 22. August 1979), der ab 1948 Mitbesitzer der Zeitschrift war. 1966 kaufte der SIA die Bauzeitung und gründete zusammen mit der GEP, dem Bund Schweizer Architekten (BSA), der Schweizerischen Vereinigung Beratender Ingenieurunternehmungen (USIC) und der Vereinigung der Absolventen der École polytechnique fédérale de Lausanne (EPFL) den Verlag der akademischen technischen Vereine. Ab 1973 gab die Verlags-AG auch die französischsprachige Zeitschrift Bulletin technique de la Suisse romande heraus, die 1875 gegründet worden war und bis 1899 den Titel Bulletin de la Société vaudoise des ingénieurs et des architectes trug.

### Schweizer Ingenieur und Architekt(1979–2000)
1979 wurden die beiden Zeitschriften in Schweizer Ingenieur und Architekt bzw. Ingénieurs et architectes suisses umbenannt. Damit ist man dem Wunsch der SIA-Vereinsmitglieder nachgekommen, die sich nicht mit dem Wort «Bau» im Namen identifizieren konnten.

### TEC21(ab 2001)
Ende 2000 wurde aus dem «SIA-Heft», wie die Bauzeitung oft genannt wurde, TEC21. 2001 erfolgte die Umbenennung der französischen Zeitung in Tracés.
Die Digitalisierung des gesamten Bestandes der beiden Zeitschriften wurde 2007 vollendet und ist unter dem Label Baugedächtnis Schweiz Online abrufbar. Diese Dienstleistung wurde ermöglicht durch die Zusammenarbeit von ETH-Bibliothek Zürich, Verlags-AG der akademischen technischen Vereine, Schweizerischem Ingenieur- und Architektenverein und das Konsortium der Schweizer Hochschulbibliotheken.